# مارگارت نیو
مارگارت آن نیوْ (انگلیسی: Margaret Ann Neve؛ ‏ ۱۸ مهٔ ۱۷۹۲ – ۴ آوریل ۱۹۰۳) اهل پادشاهی متحد بریتانیای کبیر و ایرلند بود. وی دومین انسان ابرصدساله تاییدشده بعد از خیرت آدریانس بومخارت بود. او در سن پتر پورت در جزیره گرنزی در کانال مانش زندگی می‌کرد.

## اوایل زندگی
نیوْ در تاریخ ۱۸ مه ۱۷۹۲ (۲۳۲ سال پیش) به نام مارگریت آن هاروی زاده شد و بزرگ‌ترین فرزند از هفت بچه بود. بیشتر دوران کودکی‌اش را در گرنزی سپری کرد. او بعدها نحوه نگارش نام خود را تغییر و آن را انگلیسی‌سازی کرد. در اوایل زندگی، او از سقوط از پله‌ها جان سالم به در برد که البته باعث شد سه روز به حالت بیهوشی باقی بماند.
نیوْ همان‌طور که بعدها مورد توجه همگان واقع شد، آشوب‌هایی که انقلاب فرانسه به گرنزی آورد را به یاد داشت؛ در آن زمان، پدرش فرماندهی شبه‌نظامیان جزیره را بر عهده داشت. در سال ۱۸۰۷، در سن ۱۵ سالگی، او به همراه پدرش سفری دریایی را به مقصد ویموث، دورست آغاز کرد، اما یک طوفان شدید باعث شد کشتی مجبور به توقف در سواحل چسیل گردد.
نیوْ در بریستول تحصیل کرد و به ادبیات و شعر علاقه داشت. در سال ۱۸۱۵، او به یک «مدرسه تحصیلات تکمیلی» در بروکسل رفت و به زبان‌های فرانسه و ایتالیایی تسلط یافت و قادر به مکالمه به آلمانی و اسپانیایی هم بود. او همچنین قادر بود کتاب عهد جدید را به زبان یونانی بخواند.: ۱۹ 
اندکی بعد از نبرد واترلو و زمانی که جنازه‌ها دفن شده بودند، نیوْ با مدیر مدرسه‌اش، از میدان جنگ واترلو بازدید کرد. در آنجا، مارگارت یادگارهایی را از میدان نبرد برداشت که آن‌ها را به گبهارد لبرشت فون بلوشر ژنرال پادشاهی پروس در لندن نشان داد.: ۱۹ 
نیوْ با شارل فرانسوا دوموریه ژنرال جنگ‌های انقلاب فرانسه هم دیدار کرده بود، کسی که نیوْ را «لا اسپریتوئل» (به معنای «انسان معنوی» یا «با روحیه») نامید.
مارگارت در تاریخ ۱۸ ژانویه ۱۸۲۳ با جان نیوْ، متولد ۱۷۷۹، از تنتردن کنت (انگلستان) در کلیسای سن پتر پورت ازدواج کرد. برای ماه عسل خود، آن‌ها به میدان جنگ واترلو رفتند که این بار هشت سال پس از وقوع نبرد واترلو بود. او ۲۵ سال از زندگی مشترک خود را در انگلستان گذراند، اما پس از مرگ همسرش در سال ۱۸۴۹، به جزیرهٔ گرنزی بازگشت. آن‌ها هیچ فرزندی نداشتند.
آمار سرشماری سال ۱۸۷۱ نشان می‌دهد که مارگارت آ. نیوْ (۷۸ ساله) و خواهرش الیزابت هاروی (۷۳ ساله) در شومیر، روژ اوئی سن پتر پورت گرنزی زندگی می‌کردند. نیوْ به همراه خواهرش الیزابت به کشورهای مختلف سفر کرد. آخرین سفر آنها در سال ۱۸۷۲ بود، که او ۸۰ ساله بود و آنها به شهر کراکوف در لهستان (که در آن زمان بخشی از امپراتوری اتریش-مجارستان بود) سفر کردند.

## ابرصدسالگی
در تاریخ ۱۸ مه ۱۸۹۹، جشنی در «روژ اوئی» برای جشن تولد ۱۰۷ سالگی او و ورود به سال ۱۰۸ام زندگی‌اش برگزار شد. شورای شهر، قاضیان محلی (ژورات‌ها) و سایر مقامات، و حدود ۲۵۰ نفر از ساکنان برجسته در این مراسم شرکت کردند. روز بعد یک خبرنگار از تایمز، مارگارت را علیرغم سن بالا در حال درست کردن مربای پرتقال دید. گزارش شده است که او تا سن ۱۰۵ سالگی هرگز بیمار نشده بود، اما در این سن آنفولانزا گرفت و در ۱۰۸ سالگی دچار برونشیت شد. در سن ۱۱۰ سالگی، او از درخت بالا رفت تا سیبی بچیند و توضیح داد که سیب‌ها وقتی از درخت خورده شوند، تازه و بسیار خوشمزه‌تر هستند.: ۱۸ 
یک گزارش خبری در روزنامه‌ای ثبت کرده است که او هنگام صرف ناهار یک و نیم لیوان شراب شِری قدیمی می‌نوشید و شب‌ها برای شام هم کمی ویسکی و آب می‌خورد. او همیشه عادت داشت که زود بیدار شود و از خوردن و نوشیدن، میان‌وعده‌های غذایی خودداری کند. برخلاف باور عمومی، او در ۱۱۰ سالگی (که در ۱۹۰۲ جشن گرفته شد) تبریکات ملکه ویکتوریا را دریافت نکرد (ملکه ویکتوریا در سال ۱۹۰۱ درگذشته بود). با این حال، خانواده هاروی (از طریق خواهرزاده نیوْ، لوئیزا) با خانواده سلطنتی مکاتبه داشتند و از عکس امضا شده‌ای که در ۴ مه ۱۸۹۶ توسط ملکه به آنها داده شده بود، قدردانی کردند.

## مرگ
نیوْ در تاریخ ۴ آوریل ۱۹۰۳ در سن ۱۱۰ سال و ۱۰ ماهگی درگذشت. گزارش شده است که روز قبل از مرگش، او یکی از بندهای مزامیر را با صدای بلند تکرار کرد. به عنوان نشان احترام، پرچم‌ها در گرنزی نیمه‌افراشته شدند.: ۲۰  خواهرزاده بزرگ نیوْ، مادر گلن‌کرن بالفور پل بود، که به عنوان سفیر بریتانیا در عراق (۱۹۶۹–۷۱)، اردن (۱۹۷۲–۷۵) و تونس (۱۹۷۵–۷۷) خدمت کرده بود. بالفور پل در یادداشت‌های خود در کتاب خاطراتش «نی‌انبان اسکاتلندی در بابل» که در سال ۲۰۰۶ منتشر شد، نقل کرد که مادرش «آن اندازه به او نزدیک بود که برای تولد ۱۱۰ سالگی‌اش تبریکی بفرستد و از او در پاسخ یک نامه تمیز نوشته‌شده و یک عکس دریافت کند.»